# Поповский староста
Попо́вский ста́роста — в православной церкви административная должность священника до начала XVIII века, при назначении на которую он становился одним из помощников епископа в части надзора за порядком в определенном церковном округе в составе епархии, называемом старо́ство.
Поповские старосты впервые появились в Пскове. Несмотря на свое политическое значение, Псков не мог добиться учреждения самостоятельной псковской архиерейской кафедры и находился в церковном подчинении Новгородскому епископу. Злоупотребления десятильников последнего по сбору дани и пошлин повели к выделению из их компетенции финансовых функций и к возникновению института поповских старост. Псковское духовенство образовало соборы, оно объединилось в союзы, центром которых служил какой-либо храм, называвшийся соборным. За нормальное число, достаточное для образования собора, принималась сотня, но бывало и больше, и меньше этой нормы. С образованием новых приходов появлялось так называемое «невкупное» духовенство, «невкупные попы», как не вошедшие в состав собора (или «купы»); как скоро число их достигало нормального, они составляли из себя новый собор. Духовенство каждого собора выбирало из своей среды поповского, или соборского старосту, для раскладки дани и пошлин, следовавших в казну Новгородского архиерея, и для наблюдения за правильным их взносом. Позднее к этой деятельности поповских старост присоединился надзор за тем, чтобы качества духовных лиц соответствовали их сану и чтобы все священники имели надлежащие грамоты. Самое раннее упоминание о П. старостах относится к 1343 году. В XV веке поповские старосты явились и в некоторых других местах, например, в епархии Московского митрополита, но с исключительно финансовым значением, как органы архиерея, к которым, по выражению грамот, тянули всякими сборами тяглые попы. Стоглавый собор в 1551 году  сделал институт поповских старост повсеместным. Избрание поповских старост производилось всеми священно- и церковнослужителями заказа (округа). Избранный в поповские старосты утверждался в должности архиереем. Выбирались поповские старосты на определенный срок (в конце XVII века, при патриархе Адриане — на один только год). Поповские старосты обязаны были наблюдать за церковным благочинием, за поведением и нравственностью духовенства; они обязаны были осматривать его грамоты ставленные, настольные, патрахильные, орарные, отпускные, перехожие памяти; священнослужителей, у которых не было грамот, высылать к святителям; следить за правильным и законным совершением священниками браков и выдавать им венечные и похоронные памяти; объявлять духовенству архиерейские указы и предписания и наблюдать за исполнением этих указов. Они же собирали с церквей и монастырей архиерейскую дань (до Стоглавого собора эта обязанность лежала на архиерейских десятильниках и заезщиках). Надзор за поповскими старостами архиереи поручали архимандритам, протопопам и игуменам. Для рассуждения о делах и решения разных недоумений  поповские старосты собирали соборы из подведомственного им духовенства. По соборному приговору 1551 года в Москве полагалось семь поповских старост и при них семь соборов. Местом собрания соборов служили сначала храмы, потом поповские избы, а во второй половине XVII века — десятильничьи дворы. В Москве со времени первого патриарха до 1674 года поповскую избу заминала тиунская, замененная, в свою очередь, приказом церковных дел. Иногда поповский староста получал ясно выраженное полномочие: «Игуменов и строителей и черных и белых попов, и диаконов и церковных причетников и всяких чинов людей, в церковном исправлении и во всяких духовных делах ведать и судить и расправу чинить», причем ему давалось и право «смирять жестоким смирением». В качестве депутатов поповские старосты присутствовали на суде по гражданским делам духовенства у владычних бояр, контролировали их и не допускали с их стороны злоупотреблений. С 1667 года, вместе с архимандритами, игуменами, протоиереями, поповские старосты делаются судьями черного и белого духовенства по этим делам. Поповские старосты имели помощников, называвшихся десятскими священниками; последние имели надзор за десятью из сорока церквей, вверявшихся каждому старосте и составлявших его заказ. Назначали их сами старосты и посылали им предписания. В XVII веке появились при архиереях закащики, избиравшиеся самим духовенством для мест, удаленных от поповского старосты — вероятно, в помощники ему. Они участвовали в церковном управлении и сборе архиерейских даней. Кроме того, на закащика собором 1669 года возложена была обязанность являться в съезжую избу для допроса арестуемых за преступления духовных лиц; сыщикам воспрещено было расспрашивать людей духовного чина без закащиков. При производстве допроса, закащик должен был садиться выше сыщика, «для того, что он духовного и священного чину». Закащики бывали черными дьяконами, игуменами, священниками, протоиереями и протопресвитерами. В XVIII веке при Петре I вместо поповских старост была учреждена должность благочинного.